# Kolorowe jarmarki
Kolorowe jarmarki – utwór muzyczny i jeden z największych przebojów Janusza Laskowskiego, skomponowany przez samego piosenkarza do słów Ryszarda Ulickiego i wydany w 1977. Laskowski za wykonanie piosenki odebrał nagrodę dziennikarzy na 15. Krajowym Festiwalu Piosenki Polskiej w Opolu w 1977.
Utwór w nowej aranżacji i w wykonaniu Maryli Rodowicz stał się również ogólnopolskim przebojem.